# Teeter Slaughter
Teeter Slaughter è il quarantanovesimo album in studio del chitarrista statunitense Buckethead, pubblicato il 30 luglio 2013 dalla Hatboxghost Music.

## Il disco
Diciannovesimo disco appartenente alla serie "Buckethead Pikes", Teeter Slaughter contiene l'omonimo brano, una suite di oltre 30 minuti divisa in undici parti, ed è stato pubblicato originariamente senza titolo nel mese di giugno 2013 in edizione limitata, numerata e autografata da Buckethead.
Il 24 gennaio 2014, l'album è stato ufficialmente pubblicato per il formato digitale.

## Tracce
Musiche di Buckethead.
1. Teeter Slaughter Part 1 – 1:54
2. Teeter Slaughter Part 2 – 2:51
3. Teeter Slaughter Part 3 – 3:24
4. Teeter Slaughter Part 4 – 2:46
5. Teeter Slaughter Part 5 – 2:37
6. Teeter Slaughter Part 6 – 4:44
7. Teeter Slaughter Part 7 – 3:48
8. Teeter Slaughter Part 8 – 2:20
9. Teeter Slaughter Part 9 – 3:10
10. Teeter Slaughter Part 10 – 2:12
11. Teeter Slaughter Part 11 – 1:49

## Formazione
- Buckethead – chitarra, basso, programmazione